# Traslasierra (Huelva)
Traslasierra es una localidad española del municipio de El Campillo, perteneciente a la provincia de Huelva, en la comunidad autónoma de Andalucía.

## Toponimia
El nombre del lugar puede encontrarse mencionado con las variantes Trasierra y Traslasierra.

## Historia
A mediados del siglo XIX, la aldea, por entonces dependiente del Ayuntamiento de Zalamea la Real, tenía contabilizada una población de 125 habitantes. Aparece descrita en el decimoquinto volumen del Diccionario geográfico-estadístico-histórico de España y sus posesiones de Ultramar de Pascual Madoz de la siguiente manera:

TRASIERRA: ald. dependiente del ayunt. de Zalamea la Real, en la prov. de Huelva, part. jud. de Valverde del Camino. Se compone de 30 casas de mediana construccion sin nada en ellas notable. Su térm. y terreno estan incluidos en el de su ayunt. pobl.: 34 vec., 125 almas.
(Madoz, 1849, p. 132)

En 2024, la entidad singular de población de Traslasierra, perteneciente al municipio de El Campillo, tenía empadronados 39 habitantes.